# Direcció General d'Espanyols a l'Exterior i d'Afers Consulars
La Direcció General d'Espanyols a l'Exterior i d'Afers Consulars és un òrgan de gestió de la Subsecretaria d'Afers Exteriors, Unió Europea i Cooperació del Ministeri d'Afers Exteriors, Unió Europea i Cooperació d'Espanya al que li correspon la coordinació i supervisió de totes les actuacions de les oficines consulars espanyoles en la gestió dels serveis de l'Administració General de l'Estat que es presten en l'exterior.

## Funcions
Les funcions de la direcció general es regulen en l'article 18 del Reial decret 768/2017:
- La proposta i execució de la política de protecció dels espanyols a l'estranger, amb particular atenció als espanyols migrants; la coordinació de l'acció de les oficines consulars en la gestió dels serveis que l'Administració General de l'Estat presta a l'estranger; així com la supervisió dels consolats honoraris d'Espanya.
- La proposta i aplicació de les actuacions en matèria d'assistència social als espanyols a l'estranger, en particular en matèria de socors i repatriacions; la gestió del Registre de matrícula consular; la coordinació en les oficines consulars del cens electoral de residents absents, i la participació electoral dels espanyols en l'exterior; així com el seguiment dels consells de residents espanyols.
- La gestió d'emergències i situacions de crisis que afectin als espanyols a l'exterior.
- La coordinació de les competències consulars en matèria d'auxili a la cooperació judicial civil i penal, especialment, la tramitació d'extradicions; la negociació i l'aplicació dels tractats internacionals i convenis relatius a l'acció consular, i la coordinació de les funcions consulars en els àmbits de la fe pública notarial i del registre civil consular.
- L'assistència, a través de les oficines consulars d'Espanya, als espanyols que integren els nous fluxos migratoris així com a aquells que es troben desplaçats en l'exterior.
- La coordinació de la tramitació per part de les oficines consulars dels visats uniformes, així com la gestió dels visats nacionals, en els termes establerts en la normativa espanyola, l'expedició de passaports en l'exterior i, en l'àmbit propi de les competències del Ministeri d'Afers Exteriors i de Cooperació, la proposta i aplicació de la política en matèria d'immigració i asil.
- La coordinació de la política migratòria en l'àmbit multilateral, en el de la Unió Europea, sense perjudici de les competències que corresponguin a la Direcció general d'Integració i Coordinació d'Assumptes Generals de la Unió Europea, i en el de les relacions bilaterals amb altres països, incloent els nous moviments migratoris que afectin als espanyols, juntament amb altres departaments ministerials competents en la matèria.

## Estructura
De la Direcció general depenen els següents òrgans:
- Subdirecció General de Protecció i Assistència Consular.
- Subdirecció General d'Assumptes Jurídics Consulars.
- Subdirecció General d'Assumptes d'Estrangeria.
- Subdirecció General d'Assumptes Migratoris.
- Divisió d'Emergència Consular.

## Directors generals
- María Victoria González-Bueno Catalán de Ocón (2017-)[3]
- Cristóbal Ramón Valdés y Valentín-Gamazo (2013-2017)
- Luis Fernández-Cid de las Alas Pumariño (2012-2013)
- Luis Fernández-Cid de las Alas Pumariño (2011) (afers consulars i migratoris)
- Santiago Cabanas Ansorena (2010-2011)
- Miguel Ángel de Frutos Gómez (2004-2010) (afers i assistència consulars)
- Rafael Fernández-Pita González (2004) (afers consulars i protecció dels espanyols a l'estranger)
- Fernando Alvargonzález San Martín (1009-2004) (afers jurídics i consulars)
- José Ignacio Carbajal Garate (1996-1998)
- José Ignacio Carbajal Garate (1991-1996) (afers consulars)
- Herminio Morales Fernández (1988-1991)
- Rafael Pastor Ridruejo (1983-1988)
- Jesús Núñez Hernández (1981-1983)
- Francisco Javier Rubio García-Mina (1978-1981)
- Evaristo Ron Vilas (1976-1978)